# Leonid Moseyev
Leonid Moseyev (Unión Soviética, 21 de octubre de 1952) es un atleta soviético retirado especializado en la prueba de maratón, en la que consiguió ser campeón europeo en 1978.

## Carrera deportiva
En el Campeonato Europeo de Atletismo de 1978 ganó la medalla de oro en la carrera de maratón, recorriendo los 42,195 km en un tiempo de 2:11:57 segundos, que fue récord de los campeonatos, llegando a meta por delante del también soviético Nikolay Penzin y del belga Karel Lismont (bronce con 2:12:07 s).